# قرلوغ‌ها
قرلوغ‌ها یکی از قبایل ترک بودند.
پادشاهی قرلوغ، در طول حیات خود به عنوان یک حکومت حائل میان دو همسایه قدرتمند خود عمل نمود. سلطان نشین دهلی در شرق و جنوب و امپراطوری مغول در شمال و غرب. قرلوغ‌ها با داشتن یک مَلِک در تخت پادشاهی، همواره وفاداری خود را نسبت به همسایگان قدرت‌مند تغییر می‌دادند و با به‌کارگیری یک سیاست متوازن توانستند به یک رابطه مهم تجاری میان مغول‌های آسیایی مرکزی و اراضی شبه‌قاره هند مبدل شوند. یکی از شواهد مبنی بر شکوفایی قرلوغ‌ها عبارت از ضرب سکه‌های قابل-توجه منتسب به دودمان آن‌ها است، که یافت شده‌اند.